# Unforgotten
Unforgotten, es una serie británica policiaca de seis partes estrenada el 8 de octubre de 2015 por medio de las cadenas ITV, STV y UTV.
La historia se centra en un grupo de policías que investiga la muerte de un joven cuyo cuerpo aparece muchos años después, lo que ocasiona que las vidas de 4 personas aparentemente sin ninguna conexión se vean alteradas.
La serie contó con la participación invitada de los actores Struan Rodger, Akin Gazi, Vanessa Hehir, Jassa Ahluwalia, entre otros...
Después del éxito de la primera temporada, la cadena ITV encargó la segunda temporada de la serie, la cual fue estrenada el 5 de enero del 2017.
El 27 de febrero de 2023 inicia la 5a temporada con nueva protagonista luego de la salida de Nicola Walker de la serie por considerar que ya había cumplido una etapa.

## Historia
Cuando los huesos de un joven hombre son encontrados bajo los cimientos de una casa que es demolida 39 años después del asesinato, la policía comienza a investigar y descubre que el cuerpo pertenece a Jimmy Sullivan un hombre desaparecido desde 1976. Cuando la policía descubre el diario Jimmy descubren que en la última página se encuentran escritos la dirección y el nombre de 4 personas: Lizzie Wilton alias "Beth", Robert Greaves alias "Padre Rob", Sir Phillip Cross alias "Frankie C." y Eric Slater alias "Mr. Slater".
Mientras la policía investiga la vida de las cuatro personas, descubren que en el pasado Robert había estado teniendo relaciones con una adolescente, que Philip cobraba sus deudas con agresión, Liz había sido arrestada junto a su novio por ayudarlo a robarle al joven Jimmy £50 y que Eric había asaltado a un hombre además creen que en la actualidad golpea a su esposa quien sufre de demencia.
Durante el final de la primera temporada se revela que la persona responsable del asesinato de Jimmy era Claire Slater, quien en los años 70, después del nacimiento de sus hijos Claire había sufrido psicosis posparto y que dos años después de asesinar a Jimmy, Claire había atacado y matado a Nick Whitmore, otro hombre que había atrapado con su esposo Eric, durante un momento de rabia y celos, otros secretos revelados:
- Eric - se descubre que le gustaban los hombres y que luego de ayudar a su esposa a deshacerse del cuerpo de Whitmore, había intentado suicidarse conduciendo su auto contra un árbol, pero solo logrando quedar paralizado de la cintura para abajo.
- Lizzie - se intenta suicidarse saltando de un puente en el río Támesis, cuando su esposo Ray y sus hijos se ponen en su contra cuando las investigaciones revelan que de joven Lizzie había formado parte del "National Front", un grupo responsable de actos violentos y racistas.
- Philip - se revela que había trabajado como matón de los Fenwick, la familia del crimen de Londres a la cual Jimmy les debía dinero.
- Robert - se descubre que había ayudado a Jimmy a quedarse a vivir en un hostal, sin embargo también se estaba acostando con su novia, a quien dejó embarazada y cuya existencia de su hija la mantuvieron en secreto por 38 años.

## Reparto

### Personajes principales
| Actor           | Personaje          | Ocupación                         | Episodios | Duración        |
| --------------- | ------------------ | --------------------------------- | --------- | --------------- |
| Nicola Walker   | Cassie Stuart      | Detective Inspectora              | 11        | 2015 - presente |
| Sanjeev Bhaskar | Sunil "Sunny" Khan | Detective Inspector / ex-Sargento | 11        | 2015 - presente |

### Personajes recurrentes
| Actor              | Personaje       | Ocupación                 | Episodios | Duración        |
| ------------------ | --------------- | ------------------------- | --------- | --------------- |
| Jordan Long        | Murray Boulting | Detective Sargento        | 11        | 2015 - presente |
| Lewis Reeves       | Jake Collier    | Detective                 | 11        | 2015 - presente |
| Peter Egan         | Martin Hughes   | -                         | 11        | 2015 - presente |
| Jassa Ahluwalia    | Adam Stuart     | -                         | 7         | 2015 - presente |
| Alan Asaad         | Yousef          | -                         | 6         | 2015 - presente |
| Yusuf Hofri        | Mustafa         | -                         | 6         | 2015 - presente |
| Amir Mime          | Ahmed Mahmoud   | -                         | 6         | 2015 - presente |
| Badria Timimi      | Sara Mahmoud    | Maestra                   | 5         | 2017 - presente |
| Adeel Akhtar       | Hassan Mahmoud  | -                         | 5         | 2017 - presente |
| Will Brown         | Jason Walker    | -                         | 5         | 2017 - presente |
| Mark Bonnar        | Colin Osborne   | Abogado Penalista         | 5         | 2017 - presente |
| Charlie Condou     | Simon Osbourne  | -                         | 5         | 2017 - presente |
| Amy Jayne          | Flo             | -                         | 5         | 2017 - presente |
| Rosie Cavaliero    | Marion Kelsey   | Enfermera                 | 5         | 2017 - presente |
| Nigel Lindsay      | Tony Kelsey     | -                         | 5         | 2017 - presente |
| Josef Altin        | Tyler Da Silva  | -                         | 5         | 2017 - presente |
| Carolina Main      | Fran Lingley    | Detective                 | 5         | 2017 - presente |
| Lorraine Ashbourne | Tessa Nixon     | Detective Inspectora      | 5         | 2017 - presente |
| Douglas Hodge      | Paul Nixon      | -                         | 4         | 2017 - presente |
| Nathalie Armin     | Kuldip Gill     | Detective Superintendente | 3         | 2017 - presente |
| Holly Aird         | Elise Kelsey    | Hermana de Marion         | 2         | 2017 - presente |
| Wendy Craig        | Joy Dunphy      | Madre de Marion           | 2         | 2017 - presente |

### Antiguos personajes principales
| Actor         | Personaje         | Ocupación             | Episodios | Duración |
| ------------- | ----------------- | --------------------- | --------- | -------- |
| Trevor Eve    | Sir Phillip Cross | Empresario            | 6         | 2015     |
| Bernard Hill  | Robert Greaves    | Padre                 | 6         | 2015     |
| Tom Courtenay | Eric Slater       | ex-Vendedor de Libros | 6         | 2015     |
| Ruth Sheen    | Lizzie Wilton     | Ama de casa           | 5         | 2015     |

### Antiguos personajes recurrentes
| Actor             | Personaje        | Ocupación        | Episodios | Duración |
| ----------------- | ---------------- | ---------------- | --------- | -------- |
| Brian Bovell      | Ray Wilton       | Esposo de Lizzie | 6         | 2015     |
| Pippa Nixon       | Karen Willetts   | Detective        | 6         | 2015     |
| Gemma Jones       | Claire Slater    | Esposa de Eric   | 6         | 2015     |
| Tom Austen        | Josh Cross       | -                | 6         | 2015     |
| Dominic Power     | Les Slater       | -                | 6         | 2015     |
| Hannah Gordon     | Grace Greaves    | -                | 6         | 2015     |
| Ade Oyefeso       | Curtis           | -                | 6         | 2015     |
| Claire Goose      | Ellie Greaves    | -                | 5         | 2015     |
| Cherie Lunghi     | Shirley Cross    | -                | 5         | 2015     |
| Zoe Telford       | Bella Cross      | -                | 5         | 2015     |
| Frances Tomelty   | Maureen Sullivan | -                | 5         | 2015     |
| Harley Sylvester  | Jimmy Sullivan   | -                | 5         | 2015     |
| Silas Carson      | Marcus Archer    | -                | 4         | 2015     |
| Jonathan Harden   | Sean Rawlins     | -                | 4         | 2015     |
| Tamzin Malleson   | Caroline Greaves | -                | 4         | 2015     |
| Adam Astill       | Matt Slater      | -                | 4         | 2015     |
| Valentine Olukoga | Brandon          | -                | 4         | 2015     |
| Tessa Peake-Jones | Sheila           | -                | 4         | 2015     |
| Matthew Cottle    | Liam Gough       | -                | 3         | 2015     |

## Episodios
La primera temporada de la serie contó con 6 episodios, su primera transmisión fue emitida el 8 de octubre del 2015 y se espera que el sexto episodio sea estrenado el 12 de noviembre del 2015.

## Premios y nominaciones
| Año  | Categoría        | Premio      | Nominado      | Resultado |
| ---- | ---------------- | ----------- | ------------- | --------- |
| 2016 | Supporting Actor | BAFTA Award | Tom Courtenay | Ganó      |

## Producción
La serie fue escrita por Chris Lang y dirigida por Andy Wilson. La serie contó con la participación del productor Tim Bradley, de los productores ejecutivos Sally Haynes, Chris Lang y Laura Mackie, y del productor de línea Guy de Glanville.
La serie comenzó el rodaje en marzo del 2015 y duró 12 semanas. Filmada en diferentes zonas del Reino Unido, entre ellos los suburbios de Londres, la costa de Essex, Westminster y los Pantanos.
Después del éxito de la primera temporada,la cadena ITV encargó la segunda temporada de la serie, la cual se espera sea estrenada en el 2016, la serie volverá a contar con Chris Lang como escritor.